# Pelle Almqvist
Pelle Almqvist (Fagersta, Västmanland, 29 de maio de 1978) é um cantor sueco.
É o vocalista e líder da banda de garage rock The Hives. Ele e seu irmão Nicholaus Arson, guitarrista, formaram a banda em 1993. Também como os outros integrantes da banda, os irmãos são de Fagersta, no centro da Suécia, com um pouco mais de 11 mil de habitantes.
Almqvist é conhecido por ser particularmente animado durante os shows ao vivo, e suas performances creditaram à banda o título de "A melhor banda ao vivo do mundo" pela Spin Magazine[carece de fontes?], que também colocou Almqvist na lista dos "50 melhores líderes de banda de todos os tempos"[carece de fontes?]. 
Também foi professor de música em Skinnskatteberg, Suécia[carece de fontes?]. 

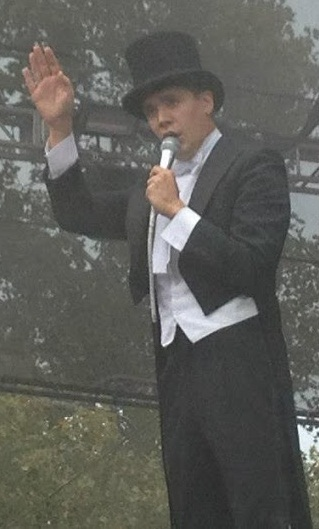
Pelle Almqvist-The Hives-Philadelphia-2012

## Colaborações
Howlin Pelle fez uma colaboração com o artista suéco de rock Moneybrother, um cover de uma música da banda Operation Ivy "Freeze Up". Eles usaram letras em sueco e chamaram de "Jag Skriver inte på Nat" que se traduz como "Eu não vou assinar nada". Ele também foi o vocalista destaque no single do DJ Duo Punks Jump Up 'Dance to our Disco'.

## Discografia
- Barely Legal (1997)
- Veni Vidi Vicious (2000)
- Tyrannosaurus Hives (2004)
- The Black and White Album (2007)
- Lex Hives (2012)

## Ligações Externas
- Site Oficial do The Hives
- Myspace Oficial